# Georg Friedrich Kauffmann
Georg Friedrich Kauffmann (Ostramondra, 14 février 1679 – Mersebourg, 24 février 1735) est un compositeur et organiste baroque du centre-nord de l'Allemagne, qui compose principalement des œuvres sacrées pour l'orgue et la voix. Malgré sa faible production, Kauffmann est néanmoins parmi les meilleurs des compositeurs allemands contemporains de Bach.

## Biographie

### Début de carrière
Des jeunes années de Georg Friedrich Kauffmann peu de traces subsistent, sauf qu'il commence sa formation au clavier avec Johann Heinrich Buttstett à Erfurt. Ses dernières années d'éducation se font sous la direction de Johann Friedrich Alberti à Merseburg avec qui il étudie la composition et l'orgue.
En 1698, Alberti subi une paralysie de sa main droite le rendant dans l'incapacité à jouer de l'orgue à la cathédrale. Kauffmann remplace Alberti de façon permanente en tant que professeur à Mersebourg, ainsi qu'à la cour et à la cathédrale en tant qu'organiste, à la mort d'Alberti en 1710.
Georg Friedrich Kauffmann s'est aussi vu attribuer au cours de cette période, le poste de directeur de la musique d'église pour le duc de Saxe-Mersebourg et pourrait avoir également servi en tant que maître de chapelle. Cependant, ces postes ne sont au mieux que spéculations, en raison de l'absence d'étude des archives. Cependant, Kauffmann a signé plusieurs de ses œuvres publiées comme Organiste de la cour et directeur de la musique d'église pour le duc de Saxe-Mersebourg, de sorte qu'il est très probable qu'il ait servi en cette qualité.

### L'affaire deLeipzig
Georg Friedrich Kauffmann possède plusieurs liens avec Leipzig, comme la plupart des musiciens importants d'Allemagne à l'époque. L'université, donné pour mission de vérifier le tout nouvel orgue de la Cathédrale Saint-Paul (Paulinerkirche), un très grand honneur à l'époque (1717) — cependant, l'offre est finalement allé à Jean-Sébastien Bach.
En 1725, Kauffmann a annoncé ses intentions de la publication d'un traité : Introduzzione alla musica antica et moderna, das ist: Eine auführliche Einleitung zur alten und neuen Wissenschaft der edlen de la Music. (« Règles pour la composition dans les styles anciens et nouveaux »), ce que rapporte Mattheson dans ses Critica musica. Il n'a jamais été publié, mais il a circulé sous forme de manuscrit dans la communauté musicale du temps et le plus probablement était utilisé par de nombreux enseignants comme outil d'enseignement.
En fin de compte, Kauffmann se rend à Leipzig en 1722 pour concourir aux responsabilités de maître de chapelle avec sept autres importants musiciens, notamment Christoph Graupner et Bach. Le poste de maître de chapelle de Leipzig était extrêmement convoité dans le milieu musical, la position étant détenue par Johann Kuhnau, jusqu'à sa mort la même année. Fin novembre 1722, l'audition de Kauffmann se déroule bien, même si une deuxième est réclamée par le conseil de la ville, responsable de l'embauche. Il est le premier candidat pour le poste jusqu'en avril 1723, lorsque finalement Bach est nommé.

### Dernières années et l'Harmonische Seelenlust

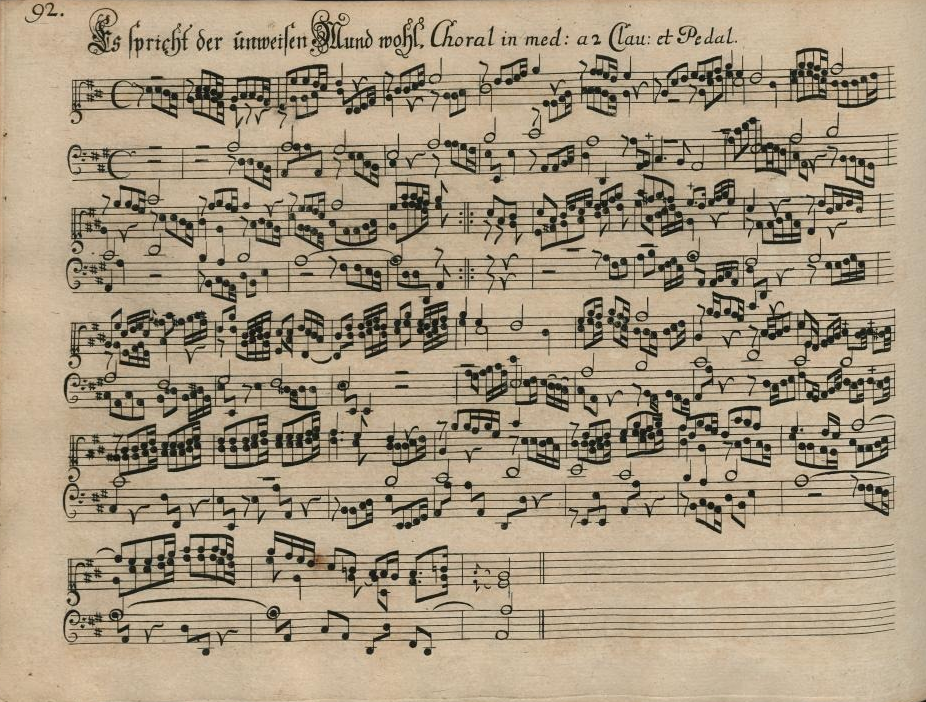
Une des pages d'orgue de l'« Harmonische Seelenlust » de Kauffmann (publié à Leipzig entre 1733 et 1736).

Une décennie après l'affaire de Leipzig, Kauffmann commence à publier en abonnement (ou souscription), son Harmonische Seelenlust, édition complète de ses chorals d'orgue, le premier recueil du genre publié depuis la Tabulatura Nova (1624) de Samuel Scheidt. Cependant, il meurt de consomption à Mersebourg le 24 mars 1735, avant l'achèvement de la publication. C'est sa veuve, au vu de l'effort, qui termine la publication du vaste recueil Harmonische Seelenlust en 1736, en insérant des pièces de Walther et Zachow. Bien que mal reçu au début du siècle, ces œuvres sont devenues l'une des réalisations les plus significatives de la musique d'orgue allemande et sont restés très en vogue au XIXe siècle. L'ouvrage se compose de quatre-vingt-dix-huit préludes sur soixante-trois chorals. Beaucoup de ses œuvres pour orgue peuvent être trouvés dans les livres d'orgue et le matériel pédagogique d'aujourd'hui.

## Œuvre

### Copies et transcriptions
Un aspect important de la composition baroque qui a été copié les compositions vers le bas pour effectuer leurs églises ou les tribunaux comme l'impression de la musique était très novatrice à l'époque et très cher. Johann Gottfried Walther (un ami de Bach) copié de nombreuses œuvres de jeunesse (notamment le prélude de chorale sur Herr Gott, dich loben alle wir), ainsi que Johann Tobias Krebs, un élève de Walther (une fantaisie en sol majeur). Johann Kuhnau et deux scribes copient parties des Solo Cantaten de Kauffmann et l’interprètent le 16 août 1722 et après la mort de Kauffmann dans leurs églises. Gottfried Kirchhoff (organiste de Halle) possédait plusieurs autres cantates de Kauffmann, qui ont toutes été jouées à Halle, mais aucun de ces manuscrits n'ont survécu. En 1727, Wilhelm Friedemann Bach, qui étudie à Mersebourg avec Johann Gottlieb Graun, copie trois œuvres chorales (Komm, du freudenvoller Geist ; Nicht uns, Herr ; Die Liebe Gottes ist ausgegossen) qui sont finalement jouées par le chœur de Bach à la Neue Kirche.
Malgré la faible étendue de sa production, Kauffmann se classe parmi les meilleurs des contemporains allemands de Bach.

### Œuvres connues
- Gelobet seist du, Jesu Christ
- Harmonische Seelenlust musikalischer Gonner und Freunde: Wer nur den lieben Gott lässt walten
- Die Himmelfahrt Christi (oratorio)
- Komm, du freudenvoller Geist (cantate pour la Pentecôte)
- Die Liebe Gottes ist ausgegossen (cantate pour la Pentecôte)
- Nicht uns, Herr, sondern deinem Namen gib Ehre (cantate)
- Nun danket alle Gott
- Nun lob, mein Seel, den Herren sur l'hymne de Johann Gramann
- O Herre Gott, dein göttlich Wort
- O Jesulein süss
- Unverzagt, beklemmtes Herz (cantate solo pour le 11e dimanche après la trinité)
- Wie schön leuchtet der Morgenstern

## Relations avec Bach
L'une des questions les plus importantes qui entoure la vie de Georg Friedrich Kauffmann est la nature de son influence sur Jean-Sébastien Bach. Alors qu'il peut être difficile de savoir qui a été imité qui, les deux œuvres peuvent être considérées similaires dans certaines motifs et les progressions harmoniques, mais il est évident que Bach était le maître incontesté de ces choses. L'amitié de Walther avec Bach lors de la transcription de certaines des premières œuvres de Kauffmann, peuvent conduire à la question des influences, ainsi que l'éducation de Bach des membres de la famille Krebs, l'emploi de Kuhnau par Bach dans les dernières années — au cours desquelles il exécute avec son chœur au moins trois pièces chorales de Kauffmann. Wilhelm Friedemann Bach, le fils aîné de Bach, étudie avec Graun à Mersebourg, effectue la transcription de certaines œuvres de Kauffmann avec Kuhnau. Bien qu'il soit peu question de de Kauffmann dans la conscience de Bach, il y a des questions plus profondes d'imitation et d'évolution musicale.

## Théâtre
Kauffmann a été récemment utilisé dans le cadre d'une pièce d'Itamar Moses (en), Bach à Leipzig (2002),, dans lequel il est à la recherche d'un emploi à Saint-Thomas de Leipzig, après la mort du maître de chapelle, Johann Kuhnau. La pièce utilise Kauffmann ainsi que de nombreux autres compositeurs de l'époque briguant le poste, qui finalement revient à Bach.